# Ламот, Пьер Александр де
Пьер-Александр Бессо де Ламот (фр. Pierre-Alexandre de Bessot de Lamothe, 8 января 1823, Перигё — 3 октября 1897, Вильнёв-лез-Авиньон) — французский прозаик.
Родился в дворянской семье, приходился родственником Фенелону. Был архивистом в Гаре, занимался палеографией.

## Творчество
Его сочинения:
- «Популярная история Пруссии» (Histoire populaire de la Prusse, 1871)
- «Coutumes de Saint-Gilles au XIV siècle» (1873),
- «Exécutions de Camisards faites à Nîmes, de 1702 à 1705» (Ним, 1875),
- «Mémoires d’un déporté à la Guyane française», 1886
- «Le Puits sanglant, épisode de la Michelade» , 1881
- «Из Марселя в Иерусалим» (De Marseille à Jérusalem), 1879
- «Описание Нимского собора» (Description de la cathédrale de Nîmes);

исторические романы:
- «Камизары» (Les Camisards), 1890—1891,
- «Cadets de la Croix»

и другие рассказы о морских приключениях, фантастические путешествия в духе Жюля Верна;
повести из современной ему жизни:
- «Les Métiers infâmes»,
- «Foedora la Nihiliste», 1880
- «L’orpheline des carrières de Jaumont», 1880

В некоторых произведениях находит отражение тема России.